# Campo Grande do Piauí
Campo Grande do Piauí är en kommun i Brasilien.   Den ligger i delstaten Piauí, i den östra delen av landet, 1 200 km nordost om huvudstaden Brasília. Antalet invånare är 5 592.
Omgivningarna runt Campo Grande do Piauí är huvudsakligen savann. Runt Campo Grande do Piauí är det ganska glesbefolkat, med 21 invånare per kvadratkilometer.